# 넓은이빨민꼬리박쥐
넓은이빨민꼬리박쥐(Anoura latidens)는 주걱박쥐과(신세계잎코박쥐류)에 속하는 박쥐의 일종이다. 콜롬비아와 페루 그리고 베네수엘라에서 발견된다.

## 특징
전체 몸길이가 61~77mm인 작은 박쥐로 전완장은 40.3~45.7mm이다. 발 길이는 11~13mm, 귀 길이는 11~17mm이다.

## 생태
동굴과 나무 구멍 속에서 작은 무리를 지어 생활한다. 먹이는 곤충과 꽃꿀, 꽃가루 등이다.

## 분포 및 서식지
베네수엘라와 가이아나, 콜롬비아, 페루에 널리 분포한다. 해발 50~2,100m의 열대 상록수림과 우림에서 서식하지만 교외와 농장에서도 발견된다.